# منطقة بيليبت
بيليبت رمزها «PI» (بالإنجليزية: Pilibhit)‏ ، هو تقسيم إداري لدولة الهند تتبع ولاية أتر برديش (بالإنجليزية: Uttar  Pradesh)‏ ، مركزها هو مدينة بيليبت (بالإنجليزية: Pilibhit)‏ عدد سكانها حسب تعداد سنة 2001 هو 1,643,788 ، مساحتها 3,499 كم² وكثافة السكان 470 لكل كم² .